# Парадокс безобразного
Парадокс безобразного — парадокс, описаный философом Нельсоном Гудманом.
Речь идет о явлении, когда вещи и произведения искусства, которые по стандартным эстетическим меркам считаются «безобразными» или «уродливыми», могут казаться эстетически привлекательными. Этот парадокс проявляется в таких устойчивых выражениях как «страшно красив», а также в эстетических суждениях типа: «Мне нравится этот уклон в музыке» или «Именно изломы и асимметрия делают этот дизайн привлекательным». Парадокс безобразного одновременно описывает обратный случай, когда некоторые вещи, которые охарактеризованы через определённые черты как «красивые», воспринимаются как «безвкусные» или «эстетически навязчивые»: «Они слишком красивы, чтобы (действительно) быть красивыми».
Другие точки зрения относятся к фотографиям изуродованных инвалидов или калек, а также ко множеству разнообразных книг и фильмов, которые содержат пугающие сцены. Прежде всего, безобразное рассматривается как противоположность прекрасного, оно искажено, тревожно, отталкивающе и хаотично. Такие ассоциации являются наследственными, однако нередко они могут быть и приобретёнными. В качестве примера здесь могут быть приведены ветераны войн, которые ассоциируют фейерверк с чем-то жутким; несмотря на то, что фейерверк считается красивым, он всё равно их пугает, так как ветераны связывают его с выстрелами орудий и с военным временем.

## Суть феномена
О том, что эстетические свойства объекта находятся в нём самом, а не определяются восприятием того, кто этот объект созерцает, писал в XIX веке немецкий философ Карл Розенкранц (последователь Фридриха Гегеля). Розенкранц предложил своеобразное восприятие безобразного. По его мнению, красота является чем-то между бесконечным возвышенным и конечным приятным, связанным с формой. Безобразное же при этом он видел не антонимом красоте, а — по той же схеме — чем-то между красивым и комическим.
Психоаналитик Зигмунд Фрейд обосновывает восхищение безобразным тем, что оно выхватывает человека из привычного мира и переносит в мир, являющийся противоположным прекрасному. Фрейд ссылается при этом на этимологию немецкого слова unheimlich (с нем. — «жуткий»), так как это слово является противоположным германскому слову heim (с нем. — «дом, очаг»). То есть всё, что скрыто в доме, является тайным и приватным. А русское слово «безобразный» — синоним слова «некрасивый» — значит не что иное, как «безо́бразный», то есть не имеющий в себе Образа Божия, не-сущностный, не-существующий, мёртвый.
Немецкий философ Иммануил Кант писал, что удовольствие от красоты является производным от «свободной игры» воображения и рассудка человека. По Канту, в обычном своём состоянии воображение и рассудок взаимодействуют так, что жизненный опыт человека сковывает его внутреннее суждение. В ходе «свободной игры» эта связь нарушается, что позволяет человеку ощущать предмет сам по себе, вне зависимости от личных оценок, навязанных опытом. Выходит, что эстетическое восприятие основано на «истинных» суждениях, а не субъективных.

## Способы разрешения парадокса
Один из способов разрешить этот парадокс или устранить его внутреннее противоречие состоит в том, чтобы сузить понятие «красота». Нельсон Гудман отмечал: «В том случае, если прекрасное исключает безобразное, красота не является мерилом эстетической ценности; но если прекрасное может быть безобразным, то красота становится лишь другим словом для эстетической ценности, которое к тому же вводит в заблуждение». Это сводится к тому, что безобразные вещи являются «интересными» или «привлекательными», но не действительно «красивыми». Это решение парадокса, однако, считается многими неудовлетворительным, не в последнюю очередь самим Гудманом. Как пишет Франц Коппе в своём учебнике Основные понятия эстетики: «Эстетическое [это] тогда хорошо, когда оно удовлетворяет потребности. Поэтому совокупность эстетических форм … именно красива … так как иногда она использовалась в множестве традиций и произведений искусства для достижения высоких целей. Вот причина, почему до сих пор вызывающе безобразное искусство сохраняет в своей форме хрупкое понятие красоты».
Другое предложение разрешить данный парадокс предложил Габор Пааль. По его мнению, различаются несколько уровней эстетических ценностей, которые находятся во взаимном соотношении. Так, может случиться, что предметы с точки зрения одного из этих уровней будут считаться красивыми, а с точки зрения другого уровня — нет.